# Mario Sesti
Mario Sesti (Messina, 11 maggio 1958) è un regista, giornalista e critico cinematografico italiano.

## Biografia
Laureatosi in Filosofia, nella metà degli anni ottanta ha insegnato filosofia al Liceo-Ginnasio "Goffredo Mameli" di Roma. Mario Sesti è stato uno degli organizzatori del primo festival del cinema di Roma 2006, tenutosi nella capitale dal 13 al 21 ottobre 2006, in qualità di coordinatore del comitato scientifico e responsabile della sezione Il lavoro dell'attore. Nel 2003 gira il film L'ultima sequenza (sul "finale alternativo" del film di Federico Fellini 8½) e i suoi saggi cinematografici su Pietro Germi, Nanni Moretti, Mimmo Calopresti, e Jane Campion.
Critico e giornalista cinematografico, autore di film documentari, è collaboratore di La Repubblica e Ciak. È tra i direttori artistici della Festa del Cinema di Roma (responsabile delle sezioni “Extra”, “Incontri” e “Il lavoro dell'attore”). Per 13 anni Sesti ha lavorato a L'Espresso come giornalista e cronista cinematografico. Ha scritto libri e monografie su Nanni Moretti, il Nuovo Cinema Italiano, il cinema poliziesco e su Pietro Germi (Tutto il cinema di Pietro Germi, pubblicato da Baldini e Daniele Sesti Castoldi, con il quale ha vinto in Italia il premio di “miglior libro di cinema dell'anno” nel 1987). Nel 2006 ha vinto con un altro libro, pubblicato da Feltrinelli, In quel film c'è un segreto, il premio Diego Fabbri, per il miglior libro di cinema.
Suoi film documentari sono stati proiettati al Festival di Cannes, al MoMA di New York, all'Università di Princeton, al Festival di Locarno, al Torino Film Festival, al Museo Guggenheim di New York. Molte di queste opere sono state programmate da Rai Tre, RaiSat Cinema, Tele+, Mediaset, La7: nel 2003 un suo film-inchiesta sul finale perduto di 8½ di Fellini (l'ultima sequenza) è stato selezionato dal Festival di Cannes, proiettato a New York, Seattle, San Paolo, Londra, Monaco, Budapest, San Francisco, Los Angeles e in tutta Italia. Dal 1998 fino al 2000 è stato responsabile del progetto CINEMA FOREVER, per il quale ha curato il restauro di Un maledetto imbroglio, La dolce vita, 8½, Umberto D., I vitelloni, Lo sceicco bianco, Francesco, giullare di Dio (fra gli altri). Nel 2005 un suo film documentario su Pier Paolo Pasolini (La voce di Pasolini, realizzato insieme a Matteo Cerami con voce narrante di Toni Servillo) è stato scelto dalla collana Real Cinema e distribuito nelle librerie Feltrinelli.
È stato direttore artistico del Festival cinema &/è lavoro di Terni e dal 2004 cura le retrospettive del Terra di Siena film festival. Ha coordinato un laboratorio di critica cinematografica per studenti della laurea magistrale, presso il polo DAMS di Roma Tre. Attualmente tiene un corso all'Accademia nazionale d'arte drammatica "Silvio D'Amico" di Roma. Nel 2009 è componente della giuria per l'assegnazione dell'Alabarda d'oro, premio "città di Trieste" della sezione speciale "Cinema". Dal 2012 Mario Sesti è direttore editoriale del Taormina Film Fest. Nel 2015, dopo 3 anni, lascia la direzione del festival cinematografico italiano.
Nel 2025 è presente, nel ruolo di se stesso, nel docufilm sulla storia della commedia italiana, Il bar del cult, diretto da Mirko Zullo.

## Filmografia

### Sceneggiatore

#### Lungometraggi
- Appassionate, regia di Tonino De Bernardi (1999)
- Coppia aperta quasi spalancata, diretto da Federica Di Giacomo[13] (2024)

#### Documentari
- L'ultima sequenza, regia di Mario Sesti (2003)
- La voce di Pasolini, regia di Mario Sesti (2005)[14]
- Fiamme di Gadda. A spasso con l'ingegnere, regia di Mario Sesti (2012)[15][16]
- Senza Lucio, regia di Mario Sesti (2014)[17]
- La voce di Fantozzi, regia di Mario Sesti (2017)

### Regista

#### Documentari
- L'ultima sequenza (2003)
- La voce di Pasolini (2005)
- Fiamme di Gadda. A spasso con l'ingegnere (2012)
- Senza Lucio (2014)
- La voce di Fantozzi (2017)
- Cinecittà - I mestieri del cinema Bernardo Bertolucci: No End Travelling (2019)
- Mondo sexy (2019)
- Carlo Vanzina: Il cinema è una cosa meravigliosa (2019)

#### Lungometraggi
- Altri padri (2021)

## Libri
- 1997: Il cinema di Pietro Germi
- 1998: Delitto per delitto. 500 film polizieschi (con Massimo Sebastiani), Lindau - Torino ISBN 88-7180-192-X
- 2001: L'ultimo bacio (di Mario Sesti e Gabriele Muccino)
- 2003: Otto e mezzo. Il viaggio di Fellini (di Mario Sesti e Andrea Crozzoli)
- 2006: In quel film c'è un segreto
- 2015: Che cos'è il cinema